# Hedwig Cecile Albertine van Osselen
Hedwig Cecile Albertine van Osselen (Putten, 1 april 1871 -  Heerde, 5 maart 1936) was een Nederlandse kunstschilderes.

## Leven en werk
Van Osselen werd in 1871 geboren als dochter van de notaris  Johannes Corstianus van Osselen en kinderboekenschrijfster Bertha Elisabeth van Delden. Zij groeide op in het notarishuis "Nieuw Hunderen" in Putten en later in het huis "Bunterhoek" te Nunspeet. Van Osselen volgde in 1889/1890 een opleiding aan de Koninklijke Academie van Beeldende Kunsten in Den Haag, waarvan haar oom, August van Delden directeur was. Daarna kreeg zij les aan de Rijksakademie van beeldende kunsten in Amsterdam. Hier leerde zij de kunstschilder Johannes Leonardus Kleintjes kennen met wie zij op 6 juni 1899 in het Belgische Sint-Gillis in het huwelijk trad. Na hun huwelijk vestigde het echtpaar zich in Huize Kolthoorn in Heerde. Dit landhuis bood voldoende ruimte voor het inrichten van twee ateliers. Van Osselen legde zich toe op het schilderen van bloemenstillevens, waarbij zij een voorkeur had voor het schilderen van zinnia's. Daarnaast schilderde zij ook portretten. "Kolthoorn" werd een centrum waar kunstenaars van diverse pluimage elkaar ontmoetten. In 1912 maakte het echtpaar Kleintjes-van Osselen een studiereis naar Java. De reis inspireerde van Osselen tot het maken van een serie tekeningen en gouaches van de bloemen en planten, die ze daar had gezien.
Werk van Van Osselen werd regelmatig geëxposeerd, veelal samen met het werk van haar echtgenoot. Zij was lid van de kunstenaarsgenootschappen Arti et Amicitiae en Sint Lucas in Amsterdam en van Pictura Veluvensis in Renkum. Van Osselen overleed in maart 1936 op 64-jarige leeftijd in haar woonplaats Heerde aan de complicaties van suikerziekte.

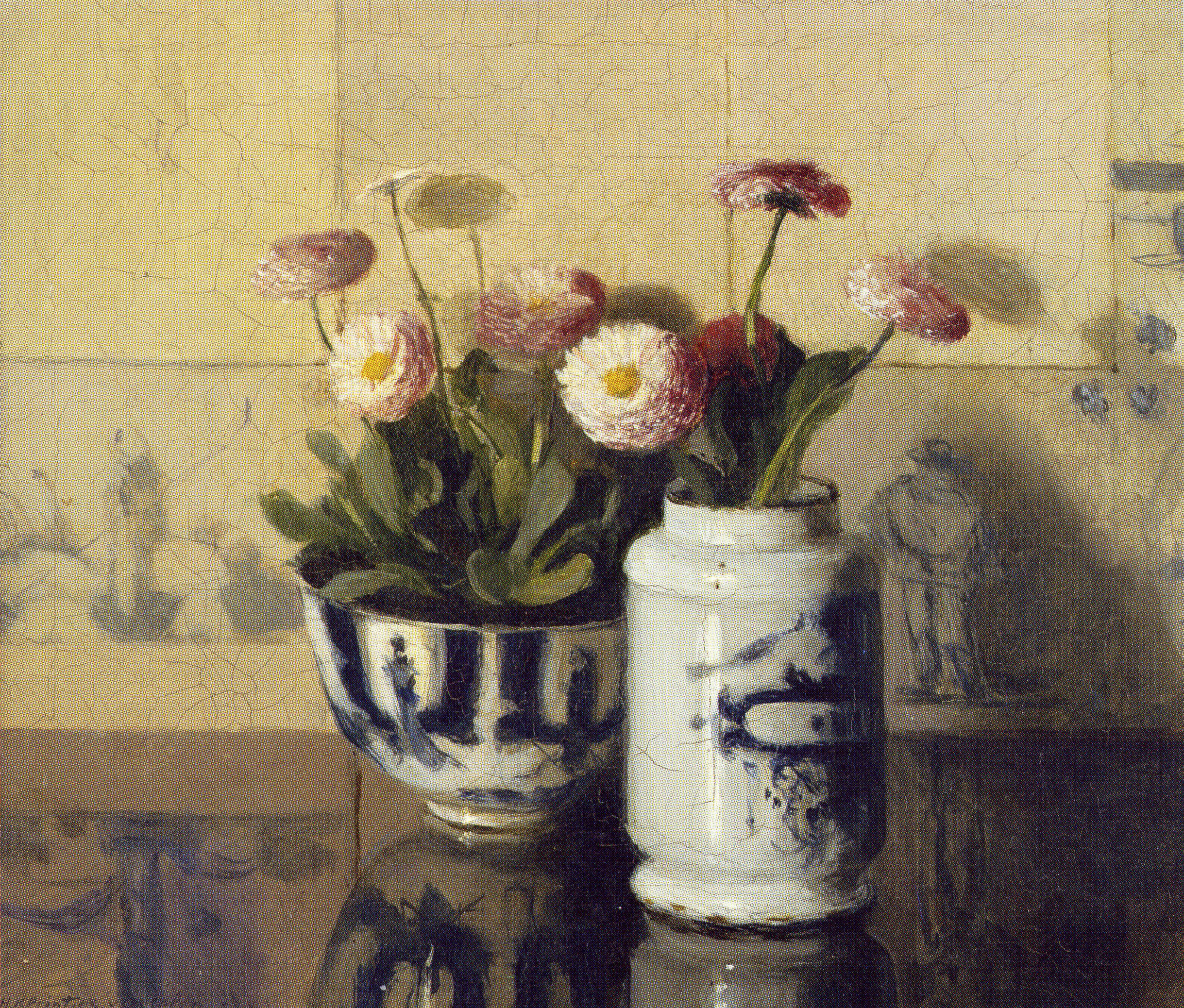
Stilleven
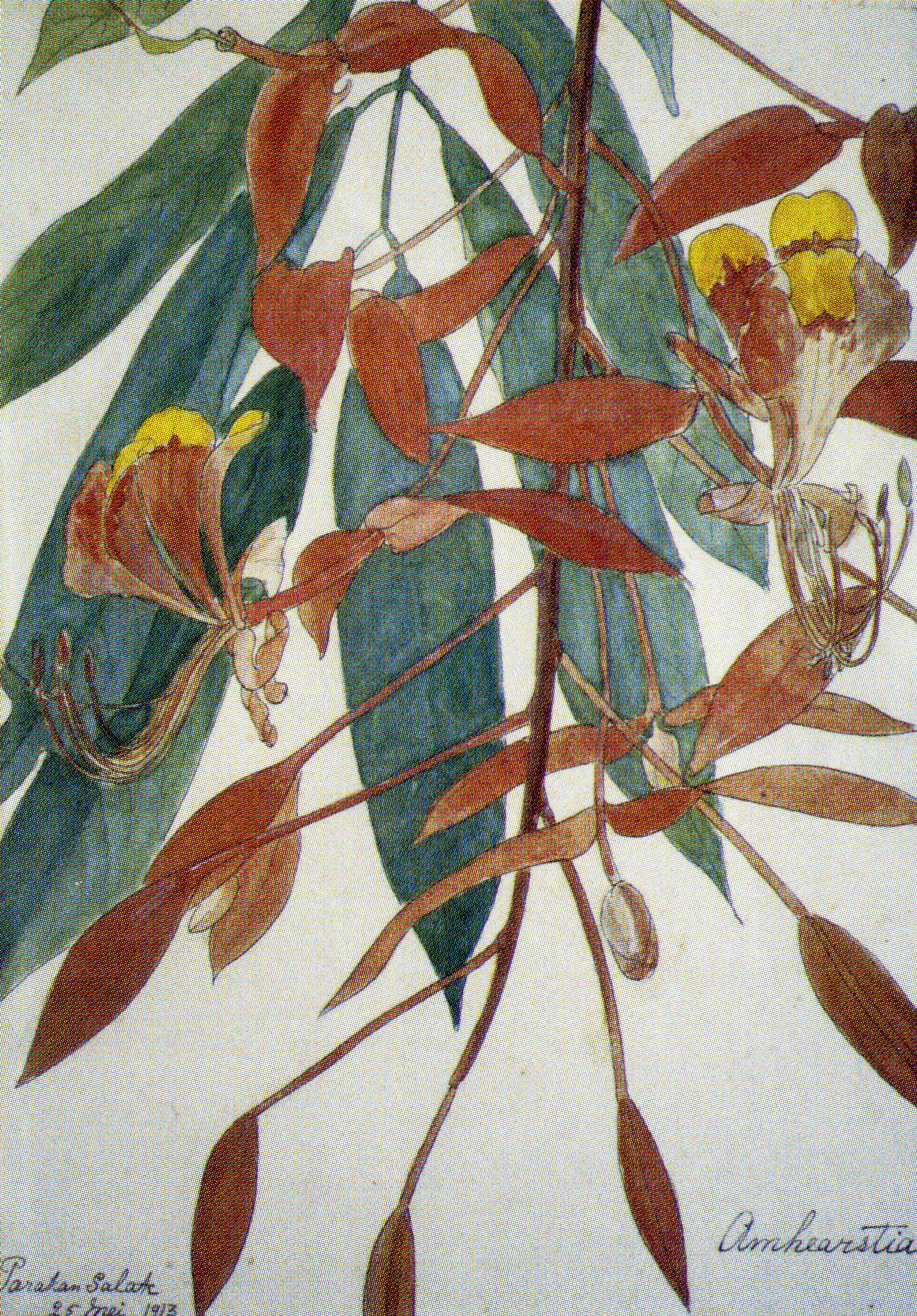
Amherstia (1913)
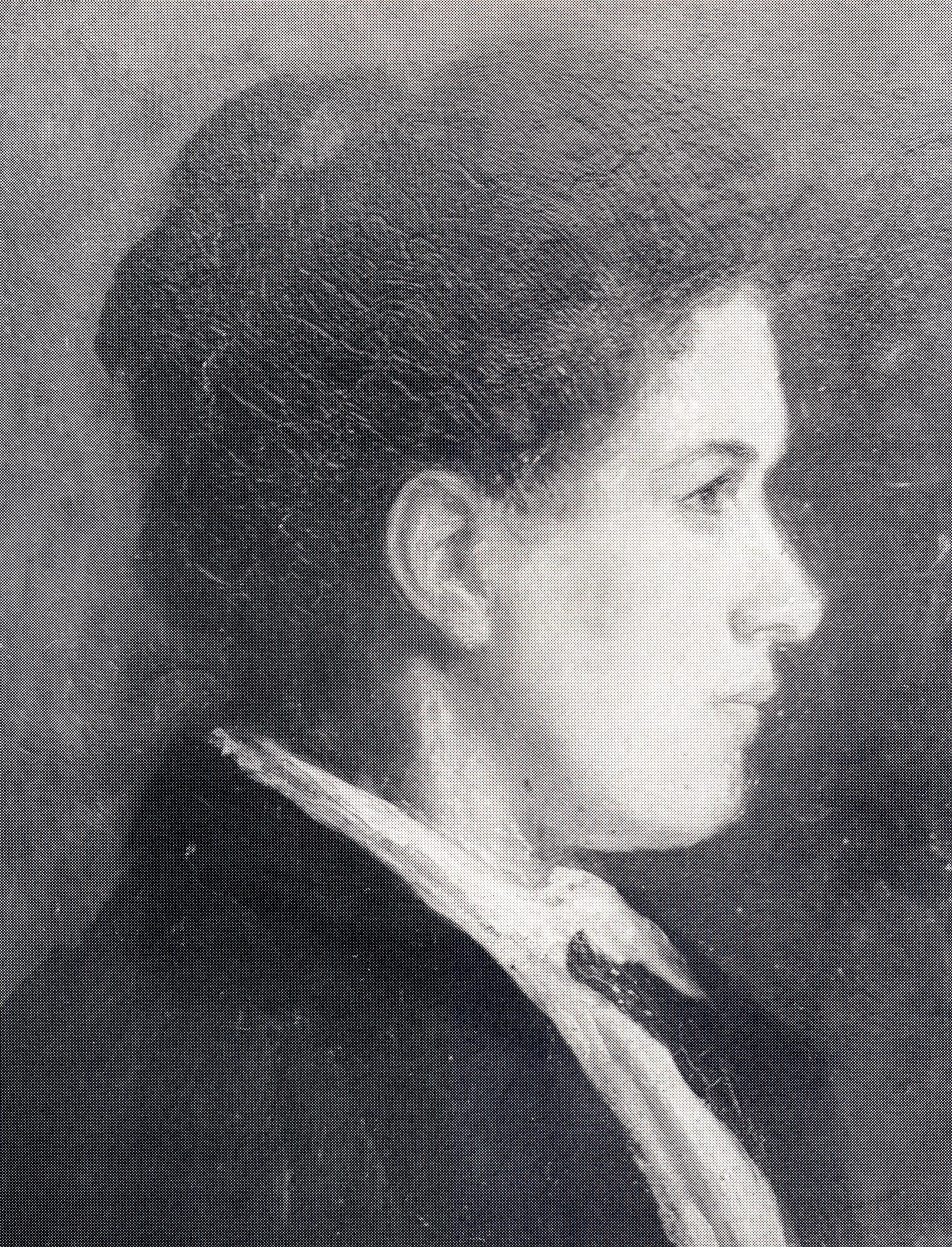
Portret van haar zuster Bé

- Biografisch Portaal: 76485428
- Gemeinsame Normdatei: 122265491
- International Standard Name Identifier: 0000 0000 4609 1674
- Library of Congress Control Number: nr00012207
- Nederlandse Thesaurus van Auteursnamen: 189502339
- RKD-Nederlands Instituut voor Kunstgeschiedenis: 89518
- Système universitaire de documentation: 243094728
- Virtual International Authority File: 30415204
- WorldCat: E39PBJqK9p38JTmxGVWFR4BdcP